# اللجنة الرباعية حول الشرق الأوسط
اللجنة الرباعية الدولية، أحيانا تسمى اللجنة الدبلوماسية الرباعية أو رباعية مدريد أو فقط الرباعية، هي لجنة دولية فوقية في عملية السلام في الصراع العربي الإسرائيلي. الرباعي هم الولايات المتحدة وروسيا والاتحاد الأوروبي والأمم المتحدة. أنشئت في مدريد عام 2002 من قبل الرئيس الوزراء الإسباني خوسيه ماريا أثنار نتيجة لتصاعد الصراع في الشرق الأوسط. الموفد الحالي للجنة هو توني بلير.

## موفدون خاصون
تم تعيين جيمس وولفنسون، رئيس البنك الدولي السابق كمبعوث للجنة الانسحاب الإسرائيلي من غزة في أبريل 2004 الذي استقال في العام التالي نتيجة لصعوبة التعامل مع حركة حماس ولحجب الأموال عن السلطة الفلسطينية الذي قد يسبب انهيارها.
أعلن توني بلير موافقته على تمثيل موفد اللجنة الرباعية إلى الشرق الأوسط، في 27 يونيو 2007. وفي نفس اليوم، أعلن استقالته عن رئاسة الوزراء وعضوية البرلمان في المملكة المتحدة. الموافقة جاءت بعد اعتراضات أولية من روسيا.

## الممثلون والنواب
- الممثل السامي للاتحاد للشؤون الخارجية والسياسة الأمنية جوزيب بوريل
- وزير الخارجية الأمريكي أنتوني بلينكن
- وزير الخارجية الروسي سيرغي لافروف
- المنسق الخاص للأمم المتحدة لعملية السلام في الشرق الأوسط تور فينسلاند
- المبعوث الخاص جون ن. كلارك